# Länsmansberget
Länsmansberget är ett naturreservat i Malung-Sälens kommun i Dalarnas län.
Området är naturskyddat sedan 2016 och är 48 hektar stort. Reservatet består av tall, gran och lövträd och blöt gransumpskog.